# Karl von Prittwitz und Gaffron

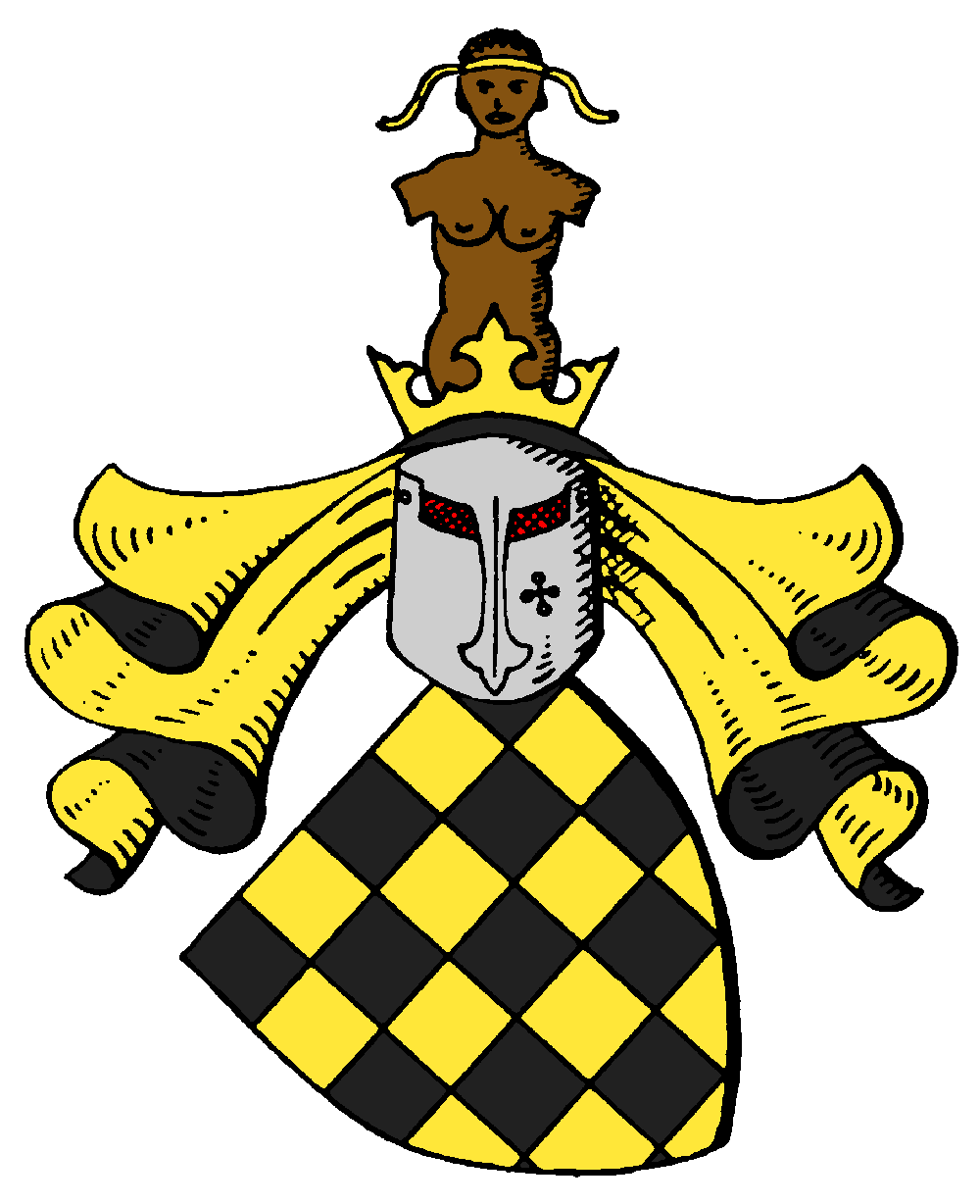
Das Wappen der Familie von Prittwitz und Gaffron

Karl Heinrich Hans Wenzel von Prittwitz und Gaffron (* 5. Dezember 1833 in Potsdam; † 27. Dezember 1890 in Görlitz) war ein preußischer Generalmajor.

## Leben

### Herkunft
Er entstammte dem alten, sehr weit verzweigten schlesischen Adelsgeschlecht derer von Prittwitz und war der Sohn des preußischen Generals der Infanterie und Ehrenbürger Potsdams Karl von Prittwitz und dessen zweiter Ehefrau Antoinette, geborene Gräfin von Hacke.

### Militärkarriere
Prittwitz war ab 1. Mai 1849 zunächst Kadett in Berlin und wurde anschließend am 27. April 1852 als Sekondeleutnant dem 1. Garde-Regiment zu Fuß der Preußischen Armee in Potsdam überwiesen. Während des Besuchs der Allgemeinen Kriegsschule von Oktober 1856 bis Juni 1859 wurde er zum Premierleutnant befördert. Als solcher war Prittwitz ab 1. Oktober 1860 für ein Jahr in das Jäger-Bataillon Nr. 5 kommandiert. Am 10. April 1863 folgte mit seiner Beförderung zum Hauptmann seine Ernennung zum Kompaniechef. In dieser Stellung nahm er 1866 mit seinem Garderegiment während des Krieges gegen Österreich an den Kämpfen bei Soor, Königinhof sowie Königgrätz teil und wurde mit dem Roten Adlerorden IV. Klasse mit Schwertern ausgezeichnet.
Zu Beginn des Krieges gegen Frankreich führte Prittwitz zunächst noch seine Kompanie und erhielt nach seiner Beförderung zum Major am 13. Oktober 1870 einen Monat später für die Dauer des mobilen Verhältnisses das Kommando über das I. Bataillon. Er kämpfte bei Gravelotte, Beaumont, Sedan und war vor Paris. Ausgezeichnet mit beiden Klassen des Eisernen Kreuzes wurde Prittwitz nach dem Frieden von Frankfurt am 21. Juni 1871 als Kommandeur des I. Bataillons bestätigt.
Am 22. März 1876 zum Oberstleutnant befördert, wurde Prittwitz als Kommandeur des II. Bataillons in das Garde-Grenadier-Regiment Nr. 4 versetzt und mit dem Ritterkreuz des Königlichen Hausordens von Hohenzollern ausgezeichnet. Es folgte am 18. September 1880 die Beförderung zum Oberst und einen Monat später wurde er unter Stellung à la suite mit der Führung des Grenadier-Regiments Nr. 10 beauftragt. Vom 12. März 1881 bis 14. April 1886 fungierte Prittwitz als Regimentskommandeur, wurde anschließend mit der Führung der 58. Infanterie-Brigade beauftragt und schließlich mit der Beförderung zum Generalmajor am 15. Mai 1886 zum Kommandeur dieser Brigade ernannt. Für kurze Zeit hatte er ab 14. April 1887 das Kommando über die 36. Infanterie-Brigade, bevor Prittwitz am 16. Juli 1887 mit Pension unter Verleihung des Roten Adlerordens II. Klasse mit Eichenlaub und Schwertern zur Disposition gestellt wurde.

### Familie
Prittwitz verheiratete sich am 20. Juli 1871 in Drehsa mit Fanny Cäcilie Wilhelmine Freiin von Magnus (1850–1930). Sie war die Tochter des Gutsbesitzers Rudolf Freiherr von Magnus, Herr auf Gut Drehsa, und der Karoline von Zeschau. Aus der Ehe gingen folgende Kinder hervor:
- Editha (1873–1882)
- Wenzel (*/† 1875)
- Hans Kurt (* 1876), preußischer Oberleutnant
- Rudolf Karl Moritz (* 1878), preußischer Hauptmann